# Brüggener Mühle
Die Brüggener Mühle ist eine Wassermühle im Ort Brüggen mit einem unterschlächtigen Wasserrad.

## Geographie
Die Brüggener Mühle hat ihren Standort am Unterlauf der Schwalm in unmittelbarer Nähe der Burg im Ort Brüggen im Kreis Viersen. Oberhalb liegt die Vennmühle, unterhalb die Dilborner Mühle. Der Wasserspiegel der Schwalm liegt in diesem Bereich bei 40 m über NN.

## Geschichte
Wegen der Nähe zur Burg Brüggen wurde die Brüggener Mühle auch Burgmühle genannt. So steht es auch in einem Vertrag vom 24. Dezember 1289, in dem Graf Walram von Kessel seine östlichen Güter (darunter die Burg Brüggen) dem Herzog von Brabant zu Lehen auftrug (d. h. unter dessen Schutz stellte). Dabei wurde ausdrücklich auch die Brüggener Burgmühle genannt. Es ist die erste urkundliche Erwähnung. Nach dem Tod des Grafen am 20. Oktober 1304 erbte der Herzog von Jülich sein Vermögen; die Mühle wurde zur herzoglichen Mühle.
Alle Untertanen in Brüggen, Bracht und Boisheim waren verpflichtet, in Brüggen mahlen zu lassen, ausgenommen die Pächter von St. Pantaleon. Für die Bewohner der Stadt Dülken war die dortige Windmühle zuständig. Zwischen der Brüggener Wassermühle und der Dülkener Windmühle galt die Vereinbarung, dass bei Störungen (wenig Wind oder wenig Wasser) der eine die Mahlpflichtigen des anderen übernahm.
1794 bis 1814 war das linke Rheinufer von Frankreich besetzt (Franzosenzeit); von 1798 bis 1814 gehörte Brüggen zum Département de la Roer. 1804 wurde die beschlagnahmte Brüggener Mühle an den Amtmann verkauft. Dessen Erben verkauften die Mühle 1815 an den Großkaufmann und „Mühlensammler“ Johann Heinrich Printzen. Es war neben einer Windmühle die dritte Wassermühle in seinem Besitz. Die Mühle hatte damals zwei Wasserräder, eine Ölpresse und einen Mahlgang für Getreide. Nach der Schließung 1955 wurde sie in ein Restaurant umgewandelt, in dem auch das Mahlwerk zu sehen ist. Das heutige eiserne Wasserrad treibt einen elektrischen Generator an.

## Galerie

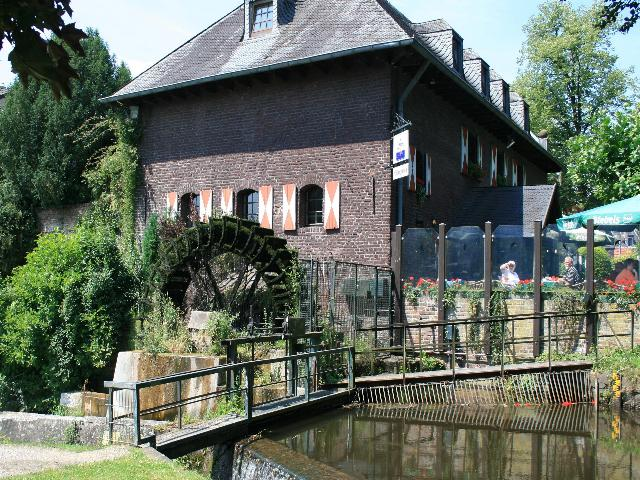
Mühlengebäude mit Wasserrad
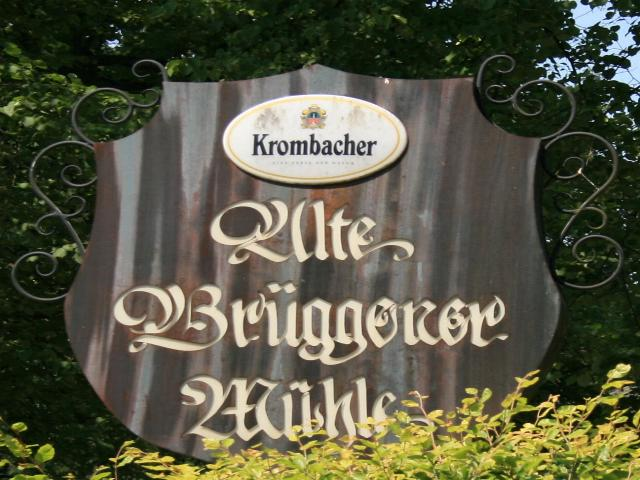
Transparent „Alte Brüggener Mühle“
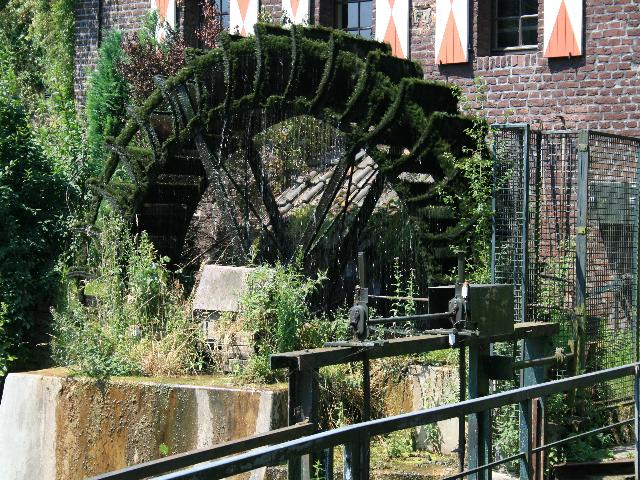
Das Wasserrad
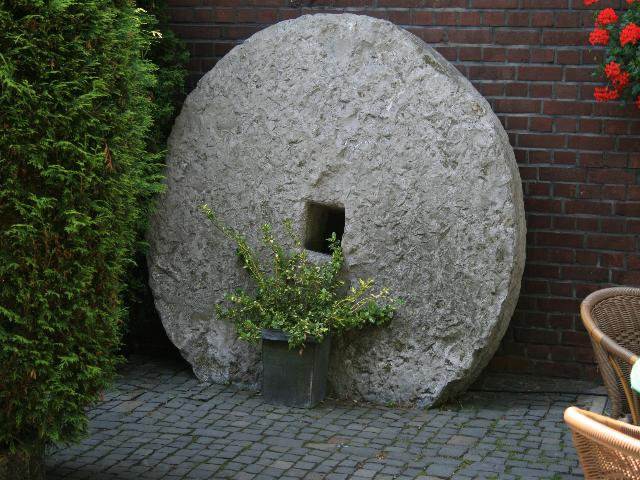
Alter Mühlstein am Eingangsbereich
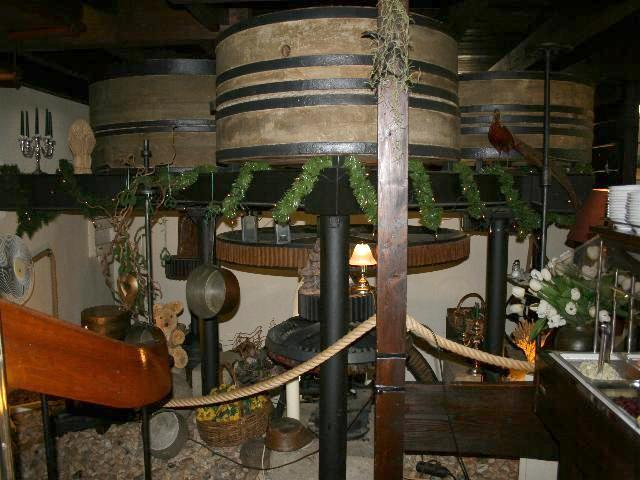
Mahlwerke im Restaurant
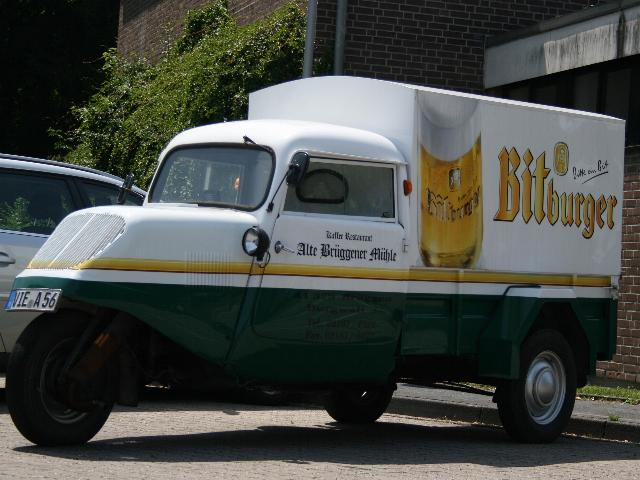
Seltenes Werbefahrzeug
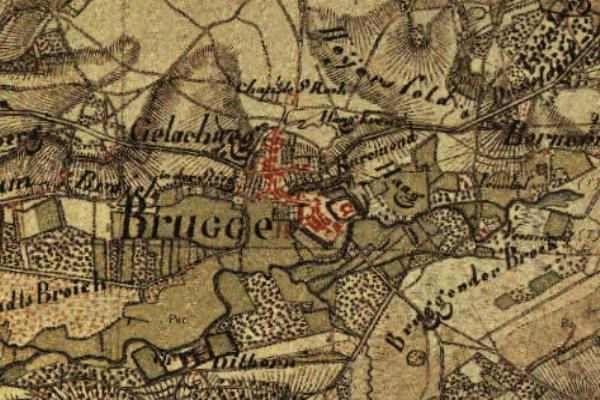
Tranchot Karte von 1806